# Bazooka (cocktail)
Bài này viết về một loại đồ uống, với những nghĩa khác xem tại Bazooka (định hướng)
Bazooka là một loại cocktail ngắn nhiều tầng bao gồm một phần rượu hương Curaçao, ba phần rượu Baileys Irish Cream và một phần rượu Vodka. Khi được pha chế một cách thích hợp và chính xác thì ly rượu cocktail này sẽ có ba tầng ba màu rõ ràng. Sự chia tầng này do mật độ rượu khác nhau của ba loại rượu được dùng.

## Cách pha chế
Trước tiên đổ một phần rượu hương cam đắng Curaçao vào ly. Sau đó từ từ đổ nhẹ ba phần rượu Baileys vào. Vì mật độ rượu Baileys có thể cao hơn mật độ rượu Curaçao nên nếu không cẩn thận pha chế thì rượu Baileys có thể chảy xuống đáy và làm mất thẩm mỹ. Cuối cùng thì mới đổ một phần rượu Vodka vào ly. Khi phà thành công, ly rượu sẽ có tầng ba màu: xanh dương, trắng và trắng trong từ đáy lên.